# Château Angélus

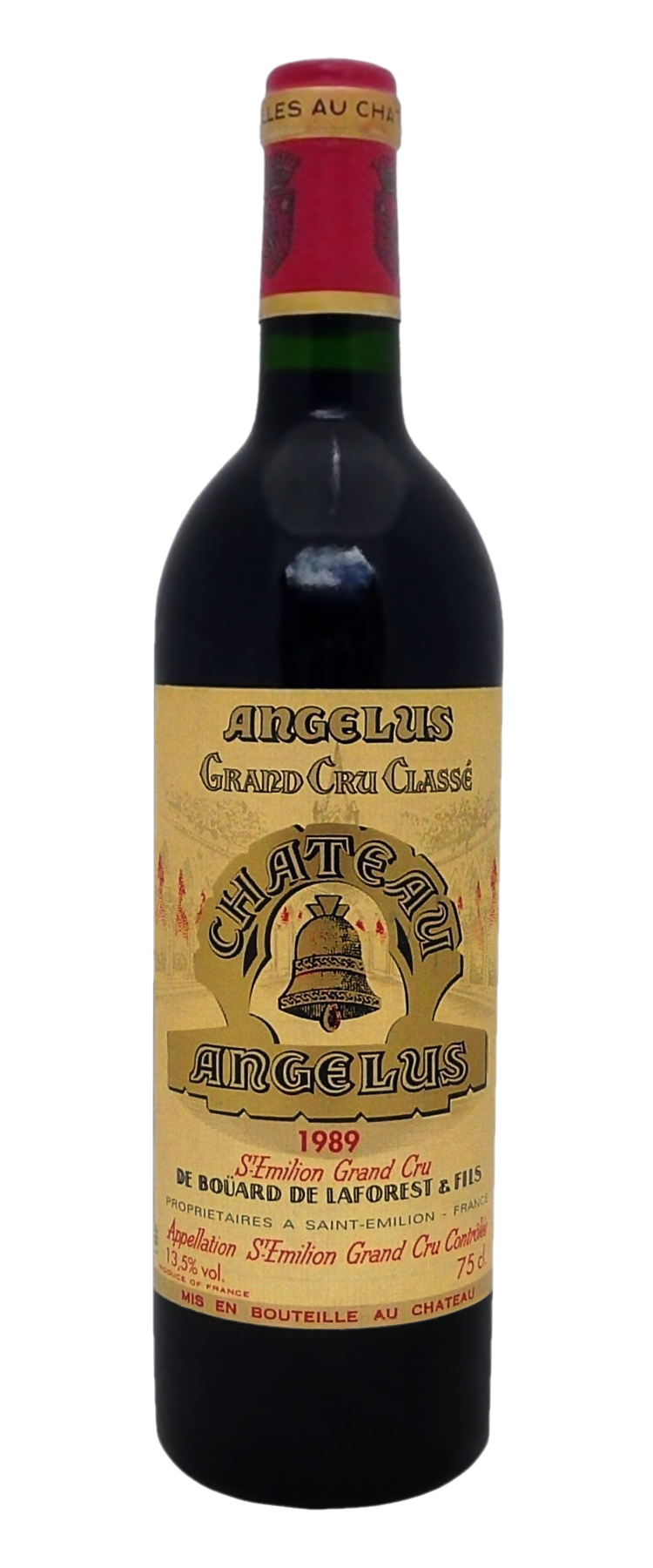
Château Angelus, 1989

Château Angélus ist ein französisches Weingut. Das Weingut aus der Appellation Saint Émilion war zwischen 2012 und 2022 in der höchsten Einstufung Premier Grand Cru Classé A der Klassifizierung der Weine von Saint-Émilion (siehe auch den Artikel Bordeauxwein (Klassifikation)). Château Angélus liegt am Fuße eines Hangs nur unweit von Château Beauséjour Duffau-Lagarrosse, das oben auf dem Plateau von Saint-Émilion liegt.

## Hintergrund
Das Weingut verfügt über eine Rebfläche von 23 Hektar; das Durchschnittsalter der Rebstöcke liegt bei 30 Jahren. Die aktuelle Bepflanzung teilt sich auf in 50 % Merlot, 47 % Cabernet Franc und 3 % Cabernet Sauvignon. Die durchschnittliche Jahresproduktion beträgt 125.000 Flaschen, der durchschnittliche Hektarertrag 40 hl/ha (Stand 2006). Ein Zweitwein wird unter dem Namen Le Carillon de Angélus mit durchschnittlich 15.000 Flaschen abgefüllt.
Château Angélus (Der Engel) befindet sich im Besitz der Familie De Boüard de Laforest. Der Name „Angélus“ leitet sich von der Lage des Gutes her, das gleich weit von drei umliegenden Kapellen entfernt liegt und somit das dreimal tägliche Läuten des Angelus nach katholischer Tradition von drei Seiten zugleich zu hören ist. Auf dem Etikett der Weinflaschen ist eine Angelus-Glocke abgebildet. Der Wein von Angélus wird von vielen Kennern, insbesondere in der Schweiz, aufgrund seines angenehmen, geschmeidigen Stils sehr geschätzt.
Die besten Jahrgänge des Château Angélus sind 2009 (Weinbewertung: 99 Parker-Punkte), 2000 (96PP), 1998 (95+ PP), 1995 (95 PP), 1990 (96 PP) und 1989 (96 PP).

## Geschichte
Im Jahr 1910 erbte Comte Maurice de Boüard de Laforest einen 6 Hektar großen Weinberg namens Domaine de Mazerat von seiner Tante, der Witwe des Chevalier Charles Souffrain de Lavergne. Im Jahr 1922 kaufte er eine drei 2,5 Hektar große Parzelle mit dem Namen Clos de l’Angélus von der Familie Gurchy. Nach dem Zweiten Weltkrieg wurde das Weingut in den heute bekannten Namen umbenannt. Im Jahr 1969 erwarb man noch eine Parzelle von Château Beau-Séjour Bécot.
Im Jahr 2013 klagten drei Winzer, denen die Klassifizierung im Jahr 2012 aberkannt wurde, wegen unrechtmässer Interessenvertretung gegen X. Beklagt wurde, dass Hubert de Boüard, Eigentümer von Château Angélus Vorsitzender der Klassifizierungskommission sei und somit befangen sei. Im Oktober 2021 verurteilte ein Gericht de Boüard zu einer Geldstrafe von 60'000 Euro. Am 5. Januar 2022 kündigte Château Angélus seinen Rückzug aus der bereits begonnenen Prozedur für die Klassifizierung 2022 an.